# Plectus fragilis
Plectus fragilis är en rundmaskart. Plectus fragilis ingår i släktet Plectus, och familjen Plectidae. Arten är reproducerande i Sverige.